# گوران بونیوچویچ
گوران بونیوچویچ (سیریلیک صربی: Горан Буњевчевић؛ ۱۷ فوریهٔ ۱۹۷۳ – ۲۸ ژوئن ۲۰۱۸) بازیکن فوتبال اهل صربستان بود.
از باشگاه‌هایی که در آن بازی کرده‌است می‌توان به باشگاه فوتبال تاتنهام هاتسپر، باشگاه فوتبال ستاره سرخ بلگراد، باشگاه فوتبال ادو دن هاخ، و باشگاه فوتبال راد اشاره کرد.
وی همچنین در تیم ملی فوتبال صربستان و مونته‌نگرو بازی کرده‌است.